# 斯图皮诺农村居民点
斯图皮诺农村居民点（俄语：Ступинское сельское поселение）是俄罗斯联邦沃罗涅日州拉蒙区所属的一个农村居民点。其下辖有3个居民点，行政中心为斯图皮诺。据2016年统计，该农村居民点的人口为900人。